# Melville Jean Herskovits
Melville Jean Herskovits (Bellefontaine, 10 de setembro de 1895 – Evanston, 25 de fevereiro de 1963) foi um antropólogo, pesquisador e professor universitário norte-americano que firmemente estabeleceu Estudos africanos e Estudos afro-americanos na academia americana. 

## Biografia
Herskovits nasceu em 1895, em Bellefontaine, Ohio, em uma família de imigrantes judeus. Estudou em escolas públicas da cidade e serviu no Corpo Médico do Exército dos Estados Unidos na França, durante a Primeira Guerra Mundial.
Obteve um Bacharelado em Filosofia na Universidade de Chicago em 1923 e obteve seu mestrado e Ph.D. em Antropologia da Universidade de Columbia, em Nova York, sob a orientação do antropólogo Franz Boas. Sua dissertação, intitulada "The Cattle Complex in East Africa", investigou as teorias de poder e autoridade na região africana. Ele estudou a forma como alguns aspectos da cultura africana e tradições eram evidentes em afro-americanos nos anos 1900. Em 1927, Herskovits mudou-se para Universidade do Noroeste, como um antropólogo em tempo integral e estabeleceu o Departamento de Antropologia, em 1938.
Em 1934, Herskovits e sua esposa passaram um pouco mais de três meses na aldeia haitiana de Mirebalais, os resultados da pesquisa que ele publicou em seu livro de 1937 Life in a Haitian Valley. Em seu tempo, Life in a Haitian Valley era considerado como uma das representações mais precisas da prática do vodu haitiano, meticulosamente detalhando a vida e as práticas de vodu dos habitantes de Mirebalais durante a estadia de três meses de Herskovits.
Depois da Segunda Guerra Mundial, Herskovits defendeu publicamente a independência africana e também atacou os políticos americanos por visualizar a África como um objeto de estratégia de Guerra Fria.

## Morte
Herskovits morreu subitamente em 25 de fevereiro de 1963, em Evanston (Illinois), aos 67 anos.

## Obras
- The Cattle Complex in East Africa, PhD Dissertation, 1923
- "The Negro's Americanism" in The New Negro, edited by Alain Locke, 1925
- The American Negro, 1928
- Rebel Destiny, Among the Bush Negroes of Dutch Guiana, 1934, com  Frances Herskovits
- Life in a Haitian Valley, 1937
- Economic Life of Primitive People, 1940
- The Myth of the Negro Past, 1941
- Trinidad Village, 1947, com Frances Herskovits
- Continuity and Change in African Culture, 1959
- The Human Factor in Changing Africa, 1962
- Economic Transition in Africa, 1964